# Juan Maldonado Jaimez Júnior
Juan Maldonado Jaimez Júnior (* 6. Februar 1982 in São Paulo), meist Juan genannt, ist ein ehemaliger brasilianischer–spanischer Fußballspieler.

## Erfolge
FC São Paulo
- Torneio Rio-São Paulo: 2001

Fluminense Rio de Janeiro
- Taça Rio: 2005
- Staatsmeisterschaft von Rio de Janeiro: 2005

Flamengo Rio de Janeiro
- Copa do Brasil: 2006
- Taça Guanabara: 2007, 2008
- Taça Rio: 2009
- Staatsmeisterschaft von Rio de Janeiro: 2007, 2008, 2009
- Brasilianischer Meister: 2009

Santos
- Staatsmeisterschaft von São Paulo: 2012
- Recopa Sudamericana: 2012

Goiás
- Staatsmeisterschaft von Goiás: 2017

## Auszeichnungen
- Der besser linker Außenverteidiger von Staatsmeisterschaft von Rio de Janeiro: 2005, 2007, 2008
- Bola de Prata: 2008
- Der beste linke Außenverteidiger von Brasilianischer Meister: 2008